# محمد دبور
محمد دبور (1982-2023) هو طبيب فلسطيني ولد في مدينة غزة، تخرج من جامعة الأزهر عام 2006، ثم تخصص في طب الأمراض بالجامعة الأردنية في عمان عام 2015. عمل محاضراًَ في كلية الطب في الجامعة الإسلامية ومستشار في طب الأمراض بمجمع الشفاء الطبي، كما أنه أول من تخصص في طب الأمراض وأول من أنشأ مختبر لفحص الخزعات في قطاع غزة. شارك في عدة مؤتمرات من بينها مؤتمر 32 للأكاديمية الدولية لعلم الأمراض والذي عقد في المملكة الأردنية الهاشمية بمركز الملك حسين بن طلال للمؤتمرات بالبحر الميت عام 2018.

## ظروف استشهاده
استشهد خلال نزوحه لجنوب غزة في الحرب الفلسطينية الإسرائيلية التي شنها الاحتلال الإسرائيلي على القطاع عام 2023.